# Women Airforce Service Pilots

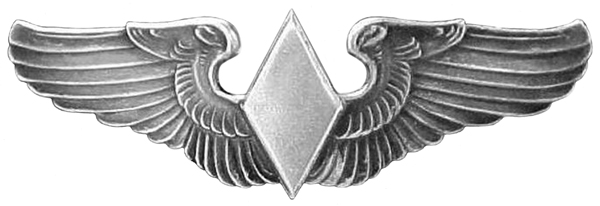
Abzeichen

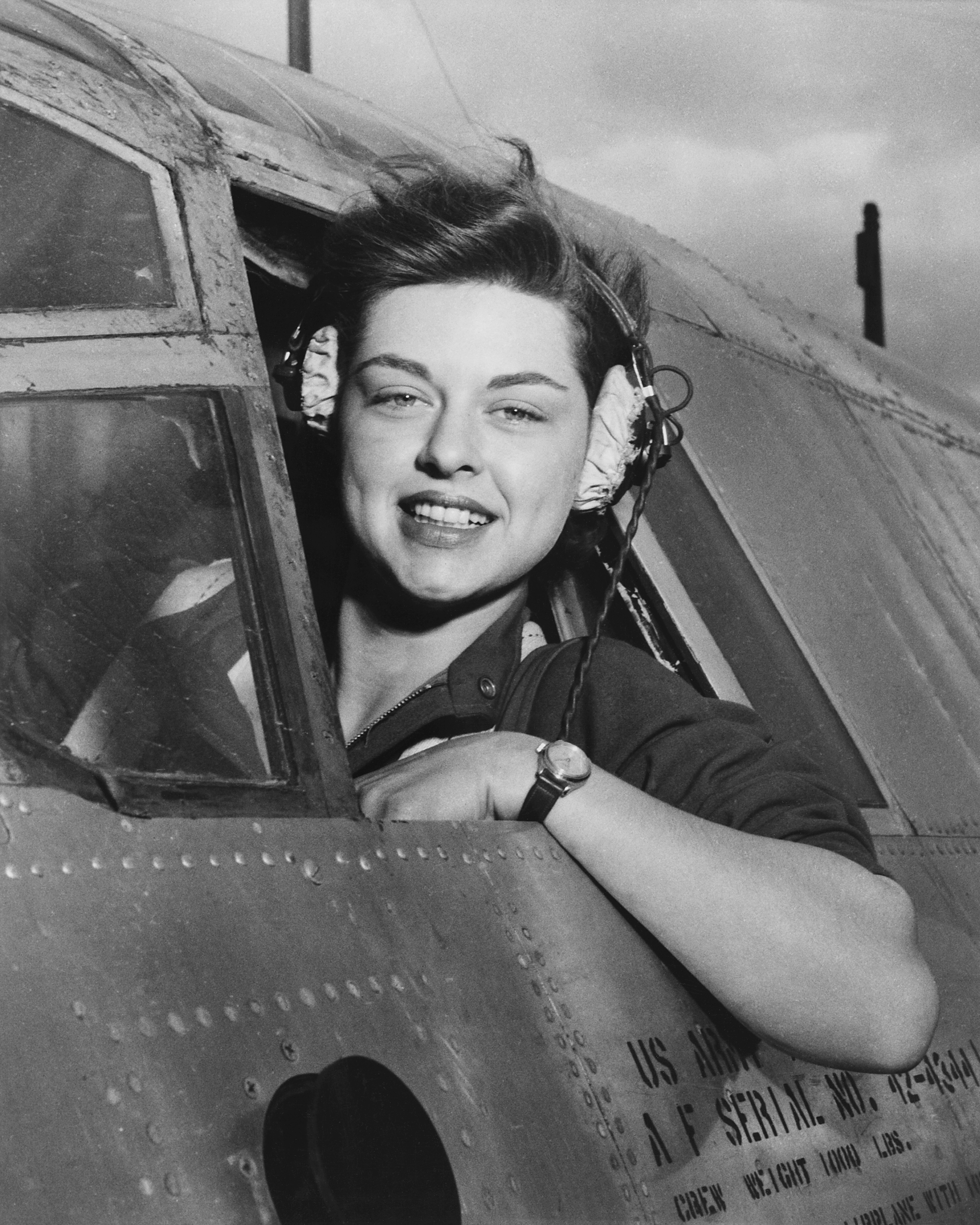
WASP-Pilotin Elizabeth L. Gardner in einem B-26-Marauder-Bomber

Die Women Airforce Service Pilots, kurz WASP, war eine Gruppe ziviler weiblicher Piloten, die während des Zweiten Weltkrieges eingesetzt wurden, um unter Leitung der United States Army Air Forces transatlantisch Militärflugzeuge zu überführen.
1942 wurde die Women’s Auxiliary Ferrying Squadron von den Lufttransportkommandos der Air Force gegründet. Pilotinnen sollten Flugzeuge von den USA nach Großbritannien überführen, wo sie dann den Air-Force-Piloten für Kampfeinsätze übergeben wurden. Dadurch sollten mehr männliche Kampfpiloten für Kampfeinsätze zur Verfügung stehen. Die Idee zu dieser Einheit wurde von der Pilotin Jacqueline Cochran eingebracht, jedoch zunächst abgelehnt. Erst ein Vorstoß von William Henry Tunner, dem Kommandierenden Offizier der im Aufbau begriffenen US-Lufttransporteinheiten, der Ferrying Division, ermöglichte den Aufbau und Einsatz einer weiblichen Pilotengruppe, die schlechter bezahlt wurde und strikt auf Inlandseinsätze begrenzt war, vor allem auf Überführungsflüge von neuen Maschinen aus den Fabriken zu den Militärflughäfen innerhalb der USA. Dort wurden die Maschinen von männlichen Piloten übernommen und ins Ausland bzw. zum Kampfeinsatz weitergeflogen. 1943 wurde die Leitung des Unternehmens an Jacqueline Cochran übergeben und das Überführungsgeschwader in WASP umbenannt.
Von 1942 bis Dezember 1944 wurden 1830 Frauen zu den WASP-Lehrgängen zugelassen. 1074 bestanden die Ausbildung. Die Pilotinnen des WASP überführten insgesamt 12.650 Flugzeuge von 77 verschiedenen Typen und legten dabei über 60 Millionen Flugkilometer zurück. 38 Pilotinnen kamen ums Leben, 27 davon im Einsatz und 11 beim Training. Die höchste Anzahl von aktiven Pilotinnen betrug 303, während zur gleichen Zeit 8000 männliche Piloten Dienst taten. Afroamerikanische Bewerberinnen wurden nicht zugelassen.
Nach einer langen Auseinandersetzung wurden die weiblichen Piloten 1977 vom Kongress der USA in einem Gesetz als Veteranen anerkannt. Am 1. Juli 2009 ehrten Präsident Barack Obama und der Kongress die Mitglieder der WASP mit der Congressional Gold Medal für den Dienst an ihrem Land.
Die britische Royal Air Force betrieb mit der Air Transport Auxiliary eine ähnliche Organisation, in der jedoch nicht nur Frauen, sondern auch Männer Dienst leisteten.